# Notosuchia
Notosuchia é um clado de crocodilomorfos primariamente encontrados na Gondwana que viveram no período Cretáceo. Restos fósseis deste grupo têm sido encontrados na América do Sul, África, Ásia e Madagascar. Constitui um clado de formas terrestres que evoluíram numa diversidade de hábitos alimentares, incluindo herbivoria (Chimaerasuchus), omnivoria (Simosuchus), e carnivoria (Baurusuchus). Inclui muitas espécies com características altamente derivadas para crocodilomorfos incluindo dentes semelhantes aos dos mamíferos, faixas flexíveis na couraça semelhante as dos tatus, e focinhos semelhantes aos dos porcos.
O clado foi proposto inicialmente como uma infraordem, passando então por várias revisões taxonômicas.